# 唐七
吉琴琴（1985年7月12日—），笔名唐七，原笔名唐七公子，出生于四川，中国女作家，因在晋江文学城连载《三生三世十里桃花》而为大众瞩目，后来陆续创作《岁月是朵两生花》、《华胥引》、《三生三世枕上书》等作品。其多部小说如《三生三世十里桃花》、《华胥引》、《三生三世枕上書》被改编为影视剧，並且創下高收視率。現正陸續創作《三生三世步生蓮》、《三生三世白暮泪》以及《三生三世菩提劫》。

## 生平
上初中后，受日本动漫的影响，唐七开始尝试着写小说。
2008年6月，开始在晋江文学城连载《三生三世十里桃花》。后来唐七正式入职国企，在之后三年里，唐七完成了《岁月是朵两生花》和《华胥引》。
2013年，唐七从企业辞职。在准备了一年半的考试后，她获得了前往美国留学的资格。在准备考试和留学期间，她又陆续完成了《三生三世枕上书》和《四幕戏》。

## 改编作品

### 电视剧
- 唐七的长篇小说《岁月是朵两生花》改编为2015年电视剧。

- 《华胥引》改编为2015年电视剧。

- 《三生三世十里桃花》改编为2017年同名电视剧。

- 《三生三世枕上書》改编为2020年同名电视剧。

### 電影
- 三生三世十里桃花 (電影)

## 奖项
- 2012年，首届“西湖·类型文学双年奖”铜奖，《华胥引》[5]

## 爭議

### 被指抄袭
2015年，网上爆出唐七于2008年开始连载的《三生三世十里桃花》在风格以及部分设定、情节上与网络作家大风刮过于2007年完结的作品《桃花债》相似。6月底到7月初，大风刮过和唐七双双发文叙述当年往事，各执一词。2017年2月，时值小说改编同名电视剧热播之际，小说抄袭争论再次于社交网络流传。8月9日，唐七发表声明，公开著作权鉴定书及相关鉴定文件，否认其小说抄袭。然而鉴定书又引发单方面鉴定有无法律效力的质疑。

### 与经纪公司的争议
2017年4月14日，唐七在其个人微博发声明称，有人冒充自己与经纪公司签合同、参加签售会，她否认在此期间签署过的全部授权文件的真实性，且已解除了与中联百文的经纪合约关系。8月，因对作品的游戏改编权产生争议，北京春天互娱科技有限公司将唐七及中联百文诉至法院。

## 作品

### 长篇小说
- 《三生三世十里桃花》（2009年）
- 《岁月是朵两生花》（2009年）
- 《黛唯熙》（2010年）
- 《华胥引》（2011年）
- 《三生三世枕上书》（2012年）
- 《四幕戏》（2016年）
- 《三生三世步生蓮》（2021年～2024年，共四冊）

### 短篇小说
- 《她的名字叫绫小路未来》，2008年发表于晋江文学城
- 《漫山辛夷开遍》，2009年发表于新浪博客
- 《送你一束鸢尾花》，2011年发表于《时尚COSMO》9月刊
- 《夏花留不住》，2013年发表于新浪微博
- 《她就站在离我不远的地方》（收录于2013年合著小说集《还能在一起多久》）
- 《秘制腐乳 秘制爱情》（收录于2014年合著小说集《一切有情，依食而住》）